# کیم چانگ هو
کیم چانگ هو (کره‌ای: 김창호؛ زادهٔ ۱۵ سپتامبر ۱۹۶۹ – ۱۱ اکتبر ۲۰۱۸) کوهنورد اهل کره جنوبی بود و تا زمان مرگش در سال ۲۰۱۸، به عنوان پرکارترین کوهنورد آلپ و هیمالیای اهل کره جنوبی در نظر گرفته می‌شد.